# Юниорский тур ITF 2011 (девушки)
Цикл юниорских турниров ITF 2011 (англ. 2011 ITF Junior circuit) — это элитный юниорский тур теннисистов, организованный ITF, как подготовительная ступень к своим взрослым турам.
Статья содержит результаты турниров двух старших категорий (GA и G1) среди девушек.

## Расписание

### Категория А
| Дата начала | Турнир                                                                             | Чемпионы (Счёт финала)                       | Финалисты                             |
| ----------- | ---------------------------------------------------------------------------------- | -------------------------------------------- | ------------------------------------- |
| 27 декабря  | International Casablanca Junior Cup Тлальнепантла-де-Бас, Мексика Хард Турнир 2011 | Ан-Софи Местах 7-6(5) 6-2                    | Каролин Гарсия                        |
| 27 декабря  | International Casablanca Junior Cup Тлальнепантла-де-Бас, Мексика Хард Турнир 2011 | Ан-Софи Местах Деми Схюрс 6-4 6-2            | Эжени Бушар Мию Като                  |
| 23 января   | Открытый чемпионат Австралии Мельбурн, Австралия Хард Турнир 2011                  | Ан-Софи Местах 6-4 6-2                       | Моника Пуиг                           |
| 23 января   | Открытый чемпионат Австралии Мельбурн, Австралия Хард Турнир 2011                  | Ан-Софи Местах Деми Схюрс 6-2 6-3            | Эри Ходзуми Мию Като                  |
| 21 марта    | Copa Gerdau Порту-Алегри, Бразилия Грунт Турнир 2011                               | Эжени Бушар 6-1 6-2                          | Виктория Малова                       |
| 21 марта    | Copa Gerdau Порту-Алегри, Бразилия Грунт Турнир 2011                               | Доменика Гонсалес Монсеррат Гонсалес 7-5 6-3 | Анета Дворакова Барбора Крейчикова    |
| 16 мая      | Трофей Бонфильо Милан, Италия Грунт Турнир 2011                                    | Ирина Хромачёва 6-4 6-2                      | Данка Ковинич                         |
| 16 мая      | Трофей Бонфильо Милан, Италия Грунт Турнир 2011                                    | Ирина Хромачёва Данка Ковинич 6-2 6-3        | Мию Като Михо Ковасэ                  |
| 29 мая      | Открытый чемпионат Франции Париж, Франция Грунт Турнир 2011                        | Унс Джабир 7-6(8) 6-1                        | Моника Пуиг                           |
| 29 мая      | Открытый чемпионат Франции Париж, Франция Грунт Турнир 2011                        | Ирина Хромачёва Марина Заневская 6-4 7-5     | Виктория Кан Деми Схюрс               |
| 25 июня     | Уимблдон , Великобритания Трава Турнир 2011                                        | Эшли Барти 7-5 7-6(3)                        | Ирина Хромачёва                       |
| 25 июня     | Уимблдон , Великобритания Трава Турнир 2011                                        | Эжени Бушар Грейс Мин 5-7 6-2 7-5            | Деми Схюрс Тан Хаочэнь                |
| 4 сентября  | Открытый чемпионат США Нью-Йорк, США Хард Турнир 2011                              | Грейс Мин 7-5 7-6(3)                         | Каролин Гарсия                        |
| 4 сентября  | Открытый чемпионат США Нью-Йорк, США Хард Турнир 2011                              | Ирина Хромачёва Деми Схюрс 6-4 5-7 [10-5]    | Габриэлла Фейт Эндрюс Тейлор Таунсенд |
| 17 октября  | Osaka Mayor's Cup Осака, Япония Хард Турнир 2011                                   | Зузана Мацеевская 7-6(5) 6-1                 | Макото Ниномия                        |
| 17 октября  | Osaka Mayor's Cup Осака, Япония Хард Турнир 2011                                   | Мами Адати Эри Ходзуми 5-7 7-5 [10-7]        | Мию Като Рико Саваянаги               |
| 5 декабря   | Orange Bowl International Championship Плантейшн, США Грунт Турнир 2011            | Анетт Контавейт 6-2 6-2                      | Юлия Путинцева                        |
| 5 декабря   | Orange Bowl International Championship Плантейшн, США Грунт Турнир 2011            | Виктория Кан Анна Познихиренко 6-3 7-6(3)    | Дженнифер Брэди Кендаль Вудард        |

Отдельно выделены турниры Большого шлема.

### 1-я категория
| Дата начала | Турнир | Чемпионы (Счёт финала)                                | Финалисты                              |
| ----------- | --- | ----------------------------------------------------- | -------------------------------------- |
| 3 января    | Coffee Bowl Сен-Рафаэль, Коста-Рика Хард Турнир 2011                                                         | Ан-Софи Местах 6-4 7-5                                | Каролин Гарсия                         |
| 3 января    | Coffee Bowl Сен-Рафаэль, Коста-Рика Хард Турнир 2011                                                         | Анита Гусарич Данка Ковинич 6-3 5-7 [10-7]            | Доменика Гонсалес Ребекка Петерсон     |
| 10 января   | Copa Gatorade Каракас, Венесуэла Хард Турнир 2011                                                            | Данка Ковинич 6-3 6-2                                 | Доменика Гонсалес                      |
| 10 января   | Copa Gatorade Каракас, Венесуэла Хард Турнир 2011                                                            | Доменика Гонсалес Монсеррат Гонсалес 6-3 6-3          | Сашка Гавриловска Яна Сизикова         |
| 14 января   | Loy Yang Traralgon International Траралгон, Австралия Хард Турнир 2011                                       | Моника Пуиг 6-2 6-4                                   | Юлия Путинцева                         |
| 14 января   | Loy Yang Traralgon International Траралгон, Австралия Хард Турнир 2011                                       | Эжени Бушар Моника Пуиг 6-2 6-1                       | Чан Су Джон Ли Сора                    |
| 17 января   | Copa Barranquilla Барранкилья, Колумбия Грунт Турнир 2011                                                    | Виктория Босио 6-2 5-7 6-2                            | Мами Адати                             |
| 17 января   | Copa Barranquilla Барранкилья, Колумбия Грунт Турнир 2011                                                    | Доменика Гонсалес Монсеррат Гонсалес 6-4 7-6(3)       | Мами Адати Марика Аккерман             |
| 17 января   | Czech International Junior Indoor Championships Пршеров, Чехия Ковёр(i) Турнир 2011                          | Алисон ван Эйтванк 6-1 6-1                            | Йесика Малечкова                       |
| 17 января   | Czech International Junior Indoor Championships Пршеров, Чехия Ковёр(i) Турнир 2011                          | Барбара Хаас Патриция Хаас 4-6 6-4 [10-7]             | Анета Дворакова Барбора Крейчикова     |
| 7 марта     | Chang LTAT ITF Junior Championships Нонтхабури, Таиланд Хард Турнир 2011                                     | Анетт Контавейт 1-6 7-6(0) 6-2                        | Сабина Шарипова                        |
| 7 марта     | Chang LTAT ITF Junior Championships Нонтхабури, Таиланд Хард Турнир 2011                                     | Эри Ходзуми Мию Като 7-6(3) 3-6 [10-8]                | Риса Одзаки Рико Саваянаги             |
| 7 марта     | Asuncion Bowl Ламбаре, Парагвай Грунт Турнир 2011                                                            | Монсеррат Гонсалес 7-5 6-4                            | Юлиана Лисарасо                        |
| 7 марта     | Asuncion Bowl Ламбаре, Парагвай Грунт Турнир 2011                                                            | Дарья Сальникова Виктория Томова 6-3 4-6 [10-6]       | Михо Ковасэ Макото Ниномия             |
| 14 марта    | Banana Bowl Блуменау, Бразилия Грунт Турнир 2011                                                             | Юлиана Лисарасо 6-2 6-1                               | Патрисия Ку Флорес                     |
| 14 марта    | Banana Bowl Блуменау, Бразилия Грунт Турнир 2011                                                             | Эжени Бушар Ирина Хромачёва 6-2 6-3                   | Михо Ковасэ Макото Ниномия             |
| 15 марта    | Sarawak Chief Minister's Cup Кучинг, Малайзия Хард Турнир 2011                                               | Эшли Барти 6-3 7-5                                    | Кэрол Чжао                             |
| 15 марта    | Sarawak Chief Minister's Cup Кучинг, Малайзия Хард Турнир 2011                                               | Эшли Барти Эбби Майерс 7-5 6-2                        | Анна Данилина Юлия Лысая               |
| 22 марта    | Mitsubishi-Lancer International Juniors Championships Манила, Филиппины Хард Турнир 2011                     | Йована Якшич 6-4 7-6(3)                               | Анетт Контавейт                        |
| 22 марта    | Mitsubishi-Lancer International Juniors Championships Манила, Филиппины Хард Турнир 2011                     | Нао Хибино Риса Одзаки 5-7 6-2 [11-9]                 | Стефани Наута Анна Тюльпа              |
| 4 апреля    | USTA International Spring Championships Карсон, США Хард Турнир 2011                                         | Саманта Кроуфорд 6-1 6-1                              | Мэдисон Киз                            |
| 4 апреля    | USTA International Spring Championships Карсон, США Хард Турнир 2011                                         | Габриэлла Фейт Эндрюс Тейлор Таунсенд 3-6 6-2 [15-13] | Эллен Альгурин Рио Китагава            |
| 18 апреля   | Open International Juniors de Beaulieu sur Mer Больё-сюр-Мер, Франция Грунт Турнир 2011                      | Ирина Хромачёва 6-2 6-2                               | Наталья Костич                         |
| 18 апреля   | Open International Juniors de Beaulieu sur Mer Больё-сюр-Мер, Франция Грунт Турнир 2011                      | Ирина Хромачёва Данка Ковинич 6-3 6-2                 | Анна Познихиренко Наталья Вавулина     |
| 9 мая       | Torneo Internazionale "Citta' Di Santa Croce" Mauro Sabatini Санта-Кроче-суль-Арно, Италия Грунт Турнир 2011 | Ирина Хромачёва 6-0 6-4                               | Шанталь Шкамлова                       |
| 9 мая       | Torneo Internazionale "Citta' Di Santa Croce" Mauro Sabatini Санта-Кроче-суль-Арно, Италия Грунт Турнир 2011 | Ирина Хромачёва Барбора Крейчикова 6-2 6-1            | Инди де Вроме Дебора Керфс             |
| 23 мая      | Astrid Bowl Charleroi Шарлеруа, Бельгия Грунт Турнир 2011                                                    | Эшли Барти 6-2 6-2                                    | Виктория Дюваль                        |
| 23 мая      | Astrid Bowl Charleroi Шарлеруа, Бельгия Грунт Турнир 2011                                                    | Эшли Барти Сабина Шарипова 6-2 4-6 [10-6]             | Лорен Херринг Джессика Рен             |
| 7 июня      | International Junior Tournament of Offenbach Оффенбах, Германия Грунт Турнир 2011                            | Монсеррат Гонсалес 4-6 6-1 7-6(7)                     | Йована Якшич                           |
| 7 июня      | International Junior Tournament of Offenbach Оффенбах, Германия Грунт Турнир 2011                            | Йована Якшич Стефани Наута 6-4 4-6 [13-11]            | Дженнифер Брэди Лорен Херринг          |
| 19 июня     | AEGON Junior International Рогемптон, Великобритания Трава Турнир 2011                                       | Инди де Вроме 6-4 6-4                                 | Юлия Путинцева                         |
| 19 июня     | AEGON Junior International Рогемптон, Великобритания Трава Турнир 2011                                       | Эшли Барти Унс Джабир 6-1 6-3                         | Александра Саснович Екатерина Семёнова |
| 5 июля      | Airberlin German Juniors Берлин, Германия Грунт Турнир 2011                                                  | Виктория Кан 1-6 6-4 6-0                              | Донна Векич                            |
| 5 июля      | Airberlin German Juniors Берлин, Германия Грунт Турнир 2011                                                  | Клара Фабикова Джессика Рен 3-6 6-3 [14-12]           | Джада Сюврейн Белинда Вулкок           |
| 12 июля     | Mediterranee Avenir Касабланка, Марокко Грунт Турнир 2011                                                    | Инди де Вроме 6-3 6-0                                 | Элизе Мертенс                          |
| 12 июля     | Mediterranee Avenir Касабланка, Марокко Грунт Турнир 2011                                                    | Элизе Мертенс Аяка Окуно 6-4 7-5                      | Жюстин де Сюттер Эльке Лемменс         |
| 12 июля     | ITF Junior Open Linz Линц, Австрия Грунт Турнир 2011                                                         | Клара Фабикова 3-6 6-2 6-1                            | Александра Кик                         |
| 12 июля     | ITF Junior Open Linz Линц, Австрия Грунт Турнир 2011                                                         | Елена Остапенко Ксения Шарифова 3-6 6-4 [10-8]        | Тереза Смиткова Наталья Вайдова        |
| 28 августа  | Canadian Open Junior Championships Репантиньи, Канада Хард Турнир 2011                                       | Эжени Бушар 3-6 6-1 7-5                               | Франсуаза Абанда                       |
| 28 августа  | Canadian Open Junior Championships Репантиньи, Канада Хард Турнир 2011                                       | Эшли Барти Доменика Гонсалес 6-3 6-3                  | Франсуаза Абанда Сачия Викери          |
| 20 сентября | Perin Memorial Умаг, Хорватия Грунт Турнир 2011                                                              | Анна Каролина Шмидлова 7-5 4-0 — отказ                | Наталья Костич                         |
| 20 сентября | Perin Memorial Умаг, Хорватия Грунт Турнир 2011                                                              | Михала Кухарова Гаэль Рэй 7-5 6-4                     | Анна Данилина Ольга Дорошина           |
| 21 ноября   | Yucatan Cup Мерида, Мексика Хард Турнир 2011                                                                 | Ирина Хромачёва 6-7(2) 6-3 6-2                        | Эжени Бушар                            |
| 21 ноября   | Yucatan Cup Мерида, Мексика Хард Турнир 2011                                                                 | Меган Бьянко Карин Кеннель Без игры                   | Габриэла Фейт Эндрюс Ирина Хромачёва   |
| 28 ноября   | Eddie Herr International Junior Tennis Championships Брейдентон, США Грунт Турнир 2011                       | Юлия Путинцева 6-3 7-6(4)                             | Виктория Кан                           |
| 28 ноября   | Eddie Herr International Junior Tennis Championships Брейдентон, США Грунт Турнир 2011                       | Дженнифер Брэди Кендаль Вудард 3-6 6-2 [11-9]         | Анна Данилина Зузана Мацеевская        |

### Наиболее интересные региональные соревнования
| Дата начала | Турнир                                                         | Чемпионы (Счёт финала)                               | Финалисты                             |
| ----------- | -------------------------------------------------------------- | ---------------------------------------------------- | ------------------------------------- |
| 11 апреля   | Easter Bowl Ранчо-Мираж, США Хард Турнир 2011                  | Кайли Макфиллипс 6-4 6-4                             | Габриэлла Фейт Эндрюс                 |
| 11 апреля   | Easter Bowl Ранчо-Мираж, США Хард Турнир 2011                  | Габриэлла Фейт Эндрюс Тейлор Таунсенд 2-6 6-2 [11-9] | Кайли Макфиллипс Шанель ван Нгуен     |
| 18 июля     | Чемпионат Европы Клостерс-Зернойс, Швейцария Грунт Турнир 2011 | Настя Колар 6-1 6-2                                  | София Ковалец                         |
| 18 июля     | Чемпионат Европы Клостерс-Зернойс, Швейцария Грунт Турнир 2011 | Илона Кремень Александра Саснович 6-2 6-7(5) [10-7]  | Дениса Аллертова Йесика Малечкова     |
| 10 октября  | Pan American ITF Championships Талса, США Хард Турнир 2011     | Тейлор Таунсенд 6-1 7-5                              | Чалена Шоль                           |
| 10 октября  | Pan American ITF Championships Талса, США Хард Турнир 2011     | Бреонна Эддисон Кэтрин Харрисон 3-6 6-4 [10-8]       | Габриэлла Фейт Эндрюс Тейлор Таунсенд |